# یاگو لوپز (بازیکن فوتبال)
یاگو لوپز (انگلیسی: Iago López؛ زادهٔ ۶ آوریل ۱۹۹۹) بازیکن فوتبال است.